# Walton Carlyle Gregory
Walton Carlyle Gregory (12 de agosto de 1910 - 19 de mayo de 1998) fue un botánico y genetista estadounidense que trabajó extensamente en la flora de Argentina. En 1954 inició una intensa relación científica con su colega argentino Antonio Krapovickas. En 1959, el mejorador argentino de maní José Pietrarelli se les une, y juntos realizan una expedición botánica de seis meses a las áreas de origen de los maníes silvestres y cultivados de Sudamérica, donde la mayoría del territorio explorado aún era salvaje, sin colonizaciones en regiones de Brasil, Paraguay y Bolivia. Recolectaron varios centenares de accesiones de Arachis silvestres y cultivados, y mucho de ese germoplasma aún existe en la "Colección Griffin" del USDA. Otras expediciones de recolecciones se hicieron en 1960, 1961, 1976, 1977 y en 1979.
Fue profesor asistente de Agronomía en la Universidad Estatal de Carolina del Norte.
Recibió su bachillerato en el Lynchburg College, y tanto su maestría como su doctorado en la Universidad de Virginia.

## Algunas publicaciones

### Libros
- 1941. "Phylogenetic and cytological studies in the Ranunculaceae". Transactions of the American Philosophical Society. 520 pp.

## Honores
En 1967 recibió el "Premio O. Max Gardner"
- La abreviatura «W.C.Greg.» se emplea para indicar a Walton Carlyle Gregory como autoridad en la descripción y clasificación científica de los vegetales.[4]